# إيتامار رانغيل
إيتامار رانغيل هو لاعب كرة قدم برازيلي في مركز الوسط، ولد في 3 مايو 1986 في ريو دي جانيرو في البرازيل. لعب مع باليستيير خالسا.